# نعيم صدام
نعيم صدام لاعب عراقي دولي سابق كان يلعب في خط الوسط، وهو من عائلة رياضي أشقائه اللاعب الدولي السابق وهداف الدوري الكبير كريم صدام والمدرب كاظم صدام واللاعب رحيم صدام، لعب في الفرق الشعبية ومن ثم لنادي الصناعة إلى واستدعي لتمثيل منتخب ناشئة العراق باشراف المدرب نصرت ناصر وبعدها منتخب الشباب باشراف المدربين عامر جميل وأنور جسام.
ولد في حي الثورة في بغداد عام 1966.
وكانت نقطة انطلاقه الحقيقية عندا مثل منتخب شباب العراق بقيادة المدرب العراقي أنور جسام وفاز بكأس شباب آسيا، ومن ثم لعب فب بطول العالم للشباب في السعودية عام 1989 وكان فيما منتخب شباب العراق من أقوى الفرق في البطولة وسجل نعيم صدام أول أهداف العراق في البطولة في مرمى منتخب النرويج وكان هدف الفوز.
لعب لنادي الرشيد وحصل معه على لقب الدوري ثلاث مرات متتالية 87-88-89 وبطولة الكأس مرتين 87-88 وبطولة الاندية العربية مرتين ...وبعد ان فرض الحصار الرياضي على الكرة العراقية وتم منع الاندية العراقية من المشاركة باي مشاركات دولية انتقل لنادي الزوراء الذي كان يلعب له شقيقه الأكبر النجم الكبير كريم صدام عام 1991 وحصل معه على بطولة الدوري ثلاث مرات 1994-1995-1996 وبطولة الكأس 5 مرات مواسم 93-94-95-96-98 وبطولة ام المعارك عام 1991 وواصل تمثيله حتى عام 1998 حيث حصلت مشكلة بينه وبين إدارة النادي الأبيض ادت إلى انتقاله المباشر إلى الغريم التقليدي نادي القوة الجوية مما ادى انتقاله هذا إلى غصة كبيرة في صفوف الجماهير الزورائية .. احترف مع نادي الراسينغ اللبناني وقطر، ثم عاد ولعب مع نادي القوة الجوية العراقي موسم 1998-1999 الذي فاز معه ببطولة ام المعارك عام 1998 .. ثم انتقل إلى نادي الدفاع الجوي وختم مسيرته مع نادي الصناعة... ويتميز الاعب نعيم صدام بخصوصية فريدة من نوعها إذا يعتبر هو الاعب الوحيد الذي مثل الزوراء والقوة الجوية وسجل في كلا الفريقين..
وهو حاليا مدرب لنادي الصناعة ويشغل منصب مدير لجنة تطوير الرياضة في مدينة الصدر وهي تابعة للجنة الأولمبية العراقية.
ولعب اللاعب نعيم صدام لاندية عديدة محليه وعربية ومنها نادي قطر القطري ونادي الاهلي البحريني والاندية العراقية منها الزوراء والقوة الجوية والرشيد والصناعة وحاليا يعمل مستشارا فنيا في نادي الكهرباء الرياضي في العراق ورئيس ممثلية اللجنة الأولمبية الوطنية العراقية في بغداد الرصافة ويشغل حاليا منصب الناطق الرسمي لأتحاد كرة القدم العراقي برئاسة ناجح حمود بعد ان فاز بعضوية الهيئة الادارية للاتحاد بأنتخابات عام 2011...

## وصلات خارجية
- نعيم صدام على موقع الاتحاد الدولي (مؤرشف)  (الإنجليزية)